# Быть лучше: История Робби Уильямса
«Быть лу́чше: Исто́рия Ро́бби Уи́льямса» (англ. Better Man) — биографический музыкальный фильм 2024 года от соавтора сценария, продюсера и режиссёра Майкла Грейси, рассказывающий о жизни британского певца Робби Уильямса. Уильямс представлен в образе антропоморфного шимпанзе, созданного с помощью CGI; Джонно Дэвис сыграл его с помощью технологии захвата движения, а также озвучил персонажа вместе с Уильямсом. Кроме того, в фильме снимались Стив Пембертон, Кейт Малвейни, Элисон Стедман и Дэймон Херриман.
Премьера фильма «Быть лучше: История Робби Уильямса» состоялась 30 августа 2024 года на кинофестивале «Теллурайд»; в американский прокат он вышел 25 декабря, а в австралийский, британский и российский — на следующий день. Проект удостоился похвалы со стороны критиков, девяти премий AACTA (в том числе за лучший фильм) и номинации на премию «Оскар» за лучшие визуальные эффекты. Однако в прокате картина провалилась, собрав всего $ 19,4 млн при бюджете в $ 110 млн.

## Сюжет
Фильм рассказывает о событиях из жизни экс-участника некогда популярнейшей группы Take That, благодаря которым он стал тем Робби Уильямсом, каким мы его знаем, а также о «демонах», с которыми ему пришлось сражаться на сцене и за ее пределами.

## В ролях
- Робби Уильямс играет самого себя (рассказчик, вокал)
  - Джонно Дэвис[англ.] — Робби Уильямс (озвучка и захват движения)
  - Адам Такер — дополнительный вокал Робби
  - Картер Дж. Мерфи — Робби в детстве
- Стив Пембертон — Питер Уильямс / Конвей, отец Робби
- Кейт Малвейни[англ.] — Джанет Уильямс, мать Робби
- Элисон Стедман — Бетти Уильямс, бабушка Робби
- Дэймон Херриман — Найджел Мартин-Смит[англ.], менеджер группы Take That
- Рашель Банно[англ.] — Николь Эпплтон[англ.], участница группы All Saints и невеста Робби
  - Кейли Макнайт — дополнительный вокал Николь
- Джейк Симманс — Гэри Барлоу, участник Take That
- Лиам Хэд — Ховард Дональд, участник Take That
- Джесси Хайд — Марк Оуэн, участник Take That
- Чейз Фолленвейдер — Джейсон Орандж, участник Take That
- Том Бадж[англ.] — Гай Чемберс, партнёр Робби в написании песен
- Лео Харви-Элледж — Лиам Галлахер, вокалист группы Oasis
- Крис Ган — Ноэл Галлахер, брат Лиама и участник Oasis
- Фрейзер Хэдфилд — Нейт
- Энтони Хейз — Крис Бриггс
- Джон О’Мэй[англ.] — Терри Суинтон

## Производство

### Разработка
О создании картины стало известно в феврале 2021 года. Тогда же было объявлено, что режиссёром байопика назначен Майкл Грейси, который напишет сценарий совместно с Оливером Коулом и Саймоном Глисоном и спродюсирует проект наряду с Джулс Дейли (Big Red Films) и Крейгом Макмахоном (McMahon International). В Австралии и Новой Зеландии за прокат фильма отвечает компания Roadshow Films, а Rocket Science продаёт права на дистрибуцию в другие страны. Описанный как сатирический мюзикл, проект охватывает три периода жизни Робби Уильямса, начиная с первых успехов в составе группы Take That и заканчивая взлётами и падениями его карьеры. Некоторые его песни в проекте «переосмыслены и реконструированы».

### Подбор актёров
Уильямс назвал съёмочный процесс «очень странным», поскольку ему казалось, что он сидит «в гриме, а рядом сидит дама, которая играет твою бабушку, а ещё люди, играющие твоих маму с папой». Уильямс предстаёт в образе созданного с помощью CGI шимпанзе, которого озвучил и сыграл посредством захвата движения Джонно Дэвис, в то время как сам певец выступает в роли рассказчика и озвучивает самого себя в финальной сцене. Для проекта Уильямс перезаписал многие свои песни, а вокалист Адам Такер отвечал за дополнительный вокал в песнях «My Way» и «She’s the One» (последнюю исполнил совместно с Кейли Макнайт). По словам Уильямса, сделать его обезьяной предложил Грейси, и это показалось певцу «вполне логичным». Режиссёр же добавил, что Уильямс видит самого себя именно в образе обезьяны, выступающей на сцене.
Также в картине снимались Стив Пембертон, Элисон Стедман, Энтони Хейз, Дэймон Херриман и Кейт Малвейни, а партнёров Уильямса по Take That сыграли Джейк Симманс (Барлоу), Лиам Хэд (Дональд), Джесси Хайд (Оуэн) и Чейз Фолленвейдер (Орандж). За графику отвечала студия Wētā FX.

### Съёмки
Съёмки проходили на площадке Docklands Studios Melbourne в мае и июне 2022 года. Сцена концерта «Live at the Albert» 2001 года была снята в Альберт-холле в Лондоне во время выступлений Уильямса 6 и 7 ноября 2022 года. Простые люди имели возможность приобрести билеты по выгодной цене для посещения концертов при условии соблюдения дресс-кода. В марте 2023 года съёмки также прошли в Лондоне. Для создания одного из музыкальных номеров была полностью закрыта Риджент-стрит.

## Музыкальное сопровождение
В фильме звучат многие песни Уильямса, в том числе «She’s the One», «Angels» и «Let Me Entertain You». Грейси заявлял, что ради соответствия «эмоциям момента» в фильме песни будут «перепеты». Оригинальную музыку к картине написал Бату Сенер. 22 ноября 2024 года Уильямс выпустил сингл «Forbidden Road», вошедший в саундтрек проекта; песня заняла двадцатое место в чарте UK Singles Downloads.
Альбом саундтреков к «Быть лучше» вышел 27 декабря 2024 года. 3 января 2025 года альбом попал на первое место в чарте UK Albums Downloads и на четвёртое в UK Soundtrack Albums. После релиза на носителях он оказался на первом месте в чарте UK Albums.
| №                   | Название               | Автор(ы)                                                      | Длительность |
| ------------------- | ---------------------- | ------------------------------------------------------------- | ------------ |
| 1.                  | «Feel»                 | Уильямс Гай Чемберс                                           | 3:00         |
| 2.                  | «I Found Heaven»       | Иэн Левин [англ.] Билли Гриффин [англ.]                       | 3:02         |
| 3.                  | «Rock DJ»              | Уильямс Чемберс Кальвин Эндрюс Нельсон Пигфорд Экундайо Пэрис | 4:01         |
| 4.                  | «Relight My Fire»      | Дэн Хартман                                                   | 2:36         |
| 5.                  | «Come Undone»          | Уильямс Бутс Оттстед Эшли Гамильтон [англ.] Даниэль Пьер      | 3:08         |
| 6.                  | «She’s the One»        | Карл Уоллингер                                                | 4:17         |
| 7.                  | «Something Beautiful»  | Уильямс Чемберс                                               | 4:01         |
| 8.                  | «Land of 1000 Dances»  | Chris Kenner                                                  | 4:05         |
| 9.                  | «Angels»               | Уильямс Чемберс                                               | 5:29         |
| 10.                 | «Let Me Entertain You» | Уильямс Чемберс                                               | 3:38         |
| 11.                 | «Better Man»           | Уильямс Чемберс                                               | 4:20         |
| 12.                 | «My Way»               | Жак Рево [фр.] Жиль Тибо Клод Франсуа Пол Анка                | 7:04         |
| 13.                 | «Forbidden Road»       | Саша Скарбек [англ.] Фредди Векслер [англ.] Уильямс           | 3:17         |
| Общая длительность: | Общая длительность:    | Общая длительность:                                           | 51:58        |

### Чарты
| Чарт (2025)                           | Высшая позиция |
| ------------------------------------- | -------------- |
| Австралия (ARIA)                      | 5              |
| Австрия (Ö3 Austria)                  | 36             |
| Бельгия/Фландрия (Ultratop)           | 168            |
| Великобритания (UK Albums Chart)      | 1              |
| Великобритания (UK Soundtrack Albums) | 1              |
| Германия (Offizielle Top 100)         | 3              |
| Ирландия (Irish Albums Chart)         | 1              |
| Швейцария (Schweizer Hitparade)       | 58             |

## Премьера
Мировая премьера фильма «Быть лучше: История Робби Уильямса» состоялась на кинофестивале «Теллурайд». Также лента была показана на кинофестивале в Торонто 10 сентября 2024 года и стала фильмом открытия 55-го Индийского международного кинофестиваля 20 ноября.
26 декабря компания Roadshow Films выпустила картину в Австралии, а Entertainment Film Distributors — в Великобритании. В тот же день премьера состоялась в России (дистрибьютор — «Вольга»). В США картину в ограниченный прокат 25 декабря выпустила компания Paramount Pictures, широкий же прокат начался 10 января 2025 года.

## Восприятие

### Кассовые сборы
По состоянию на 6 февраля 2025 года «Быть лучше: История Робби Уильямса» собрал $ 2 млн в США и Канаде и $ 17,4 млн на территории других стран, в общей сложности собрав $ 19,4 млн по всему миру. Прохладный приём картину ожидал также в Великобритании и Австралии, где по состоянию на 15 января 2025 года сборы составляли $ 6,1 млн и $ 2,5 млн соответственно.
В США и Канаде фильм две недели был в ограниченном прокате, и ожидалось, что в свой третий уик-энд с началом широкого проката проект заработает $ 2 млн в 1291 кинотеатре. «История Робби Уильямса» собрала $ 1,1 млн и даже не попала в топ-10. Deadline Hollywood отметил, что лента обречена на провал в США, поскольку не смогла зарекомендовать себя даже в Великобритании, на родине Уильямса, а его сборы заметно хуже, чем у фильмов «Бруталист» ($ 1,38 млн в 68 кинотеатрах) и «Шоугёрл» ($ 1,53 млн в 870 кинотеатрах), у которых площадок было значительно меньше.
Кассовый провал картины в Северной Америке в основном связывают с тем, что там Уильямс не так популярен, как у себя на родине. Грейси знал об этом, когда снимал фильм, и для решения этой проблемы изобразил Уильямса приматом, надеясь найти отклик у американской аудитории.

### Отзывы критиков
По данным агрегатора Rotten Tomatoes, 
88 % из 198 обзоров были положительными, со средней оценкой 7,5 из 10. На Metacritic средневзвешенная оценка фильма составляет 77 баллов из 100 на основе 42 рецензий, что соответствует критерию «в основном положительные отзывы». Сервис PostTrak опубликовал 83 % положительных отзывов, причём 63 % опрошенных заявили, что порекомендовали бы картину к просмотру. Российский агрегатор рецензий «Критиканство» присвоил фильму 70 баллов из 100 на основе 11 рецензий.

### Награды и номинации
Песня «Forbidden Road» была номинирована на премию «Золотой глобус» в категории «Лучшая песня». Песня также попала в шорт-лист номинантов на премию «Оскар» за лучшую песню к фильму, но спустя несколько дней была исключена, когда выяснилось, что при её создании использовался материал другой песни. Фильм удостоился номинации только в категории «Лучшие визуальные эффекты».
«История Робби Уильямса» получила шестнадцать номинаций на премию AACTA, из которых одержала победу в девяти, в том числе получив награду в категории «Лучший фильм». Также фильм был номинирован на премию Общества специалистов по визуальным эффектам в четырёх категориях: «Лучшие визуальные эффекты в фотореалистичном фильме», «Лучший персонаж в фотореалистичном фильме», «Лучший композитинг и освещение в полнометражном фильме» и «Лучшая виртуальная операторская работа в CG-проекте». Кроме того, картина удостоилась номинации на премию BAFTA за «Лучшие визуальные эффекты».